# Gordon Bell (ingénieur)
Pour les articles homonymes, voir Gordon Bell et Bell.
Chester Gordon Bell, né à Kirksville, Missouri, le 19 août 1934 et mort le 17 mai 2024 à Coronado, Californie, est un ingénieur et chercheur en informatique. Il conçoit chez Digital Equipment Corporation plusieurs des ordinateurs de la série PDP. Depuis 1995, il est employé par Microsoft Research. Il y a travaillé sur la téléprésence et est le sujet de l'expérimentation MyLifeBits.

## Distinctions
- 1992 : médaille John von Neumann[5].
- 2014 : Prix Seymour Cray[6]

## Publications
- (avec Allen Newell) Computer Structures: Readings and Examples ,1971, Ed. McGraw-Hill  (ISBN 0-07-004357-4)
- (avec C. Mudge and J. McNamara) Computer Engineering (1978,  (ISBN 0-932376-00-2)
- (avec Dan Siewiorek and Allen Newell) Computer Structures: Readings and Examples (1982,  (ISBN 0-07-057302-6)
- (avec J. McNamara) High Tech Ventures: The Guide for Entrepreneurial Success (1991,  (ISBN 0-201-56321-5)
- (avec Jim Gemmell) Total Recall: How the E-Memory Revolution will Change Everything (2009,  (ISBN 978-0525951346)
- (avec Jim Gemmell) Your Life Uploaded: The Digital Way to Better Memory, Health, and Productivity (2010,  (ISBN 978-0452296565)